# Stammbaumtheorie

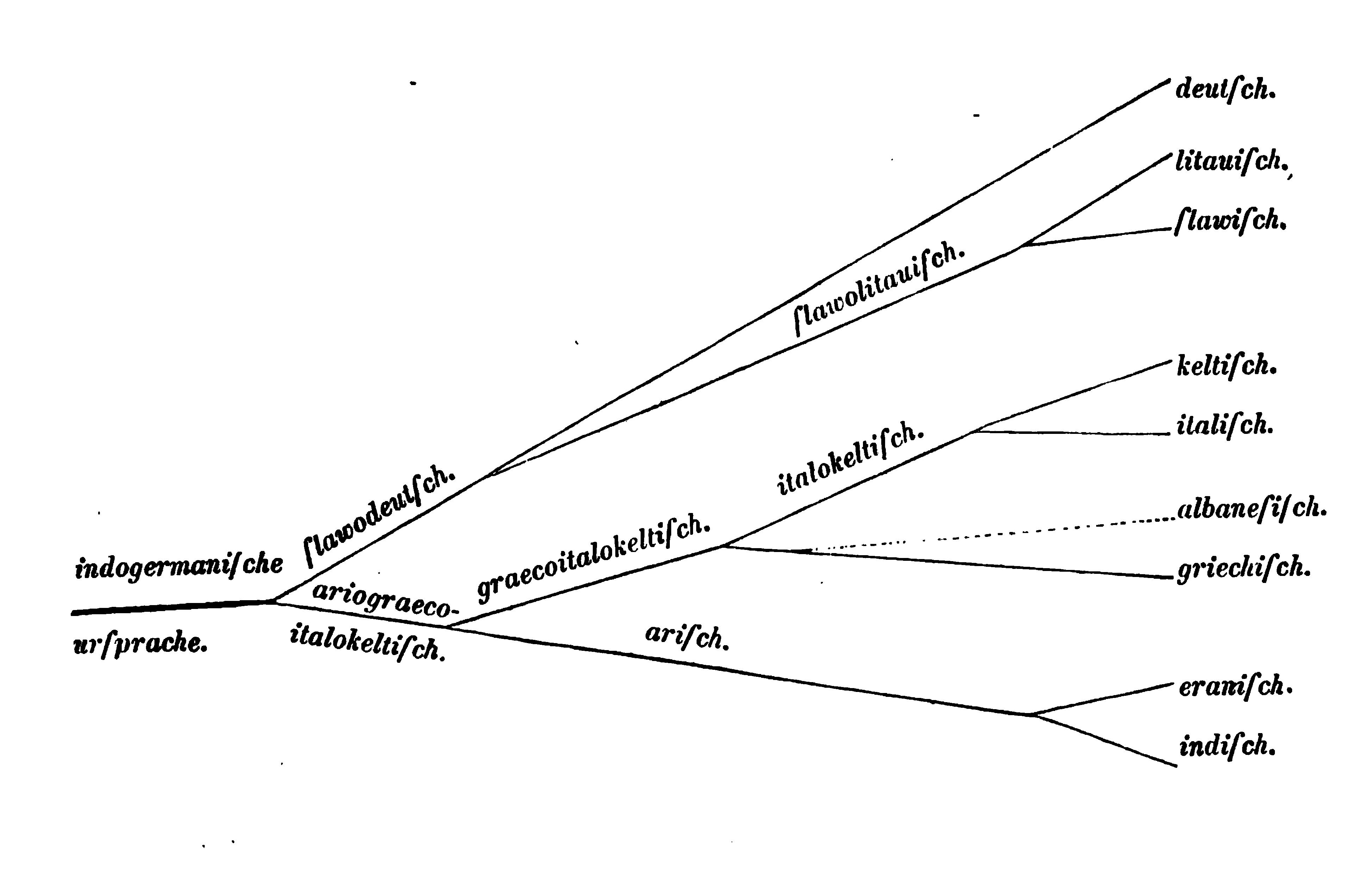
Stammbaum der indogermanischen Sprachzweige von August Schleicher, 1861: ein idealtypischer Stammbaum mit Aufspaltungen in jeweils zwei Zweige

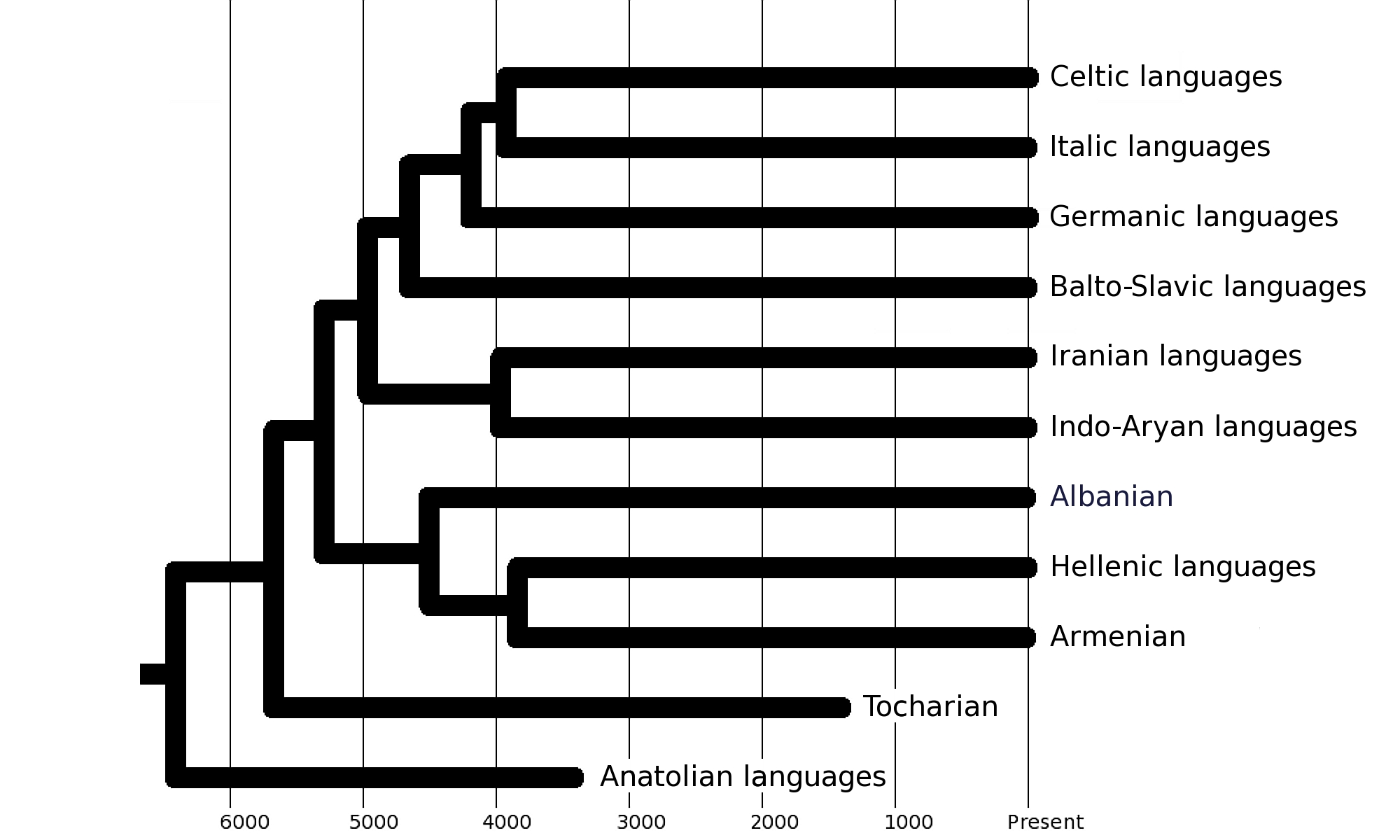
Stammbaum der indogermanischen Sprachzweige in einer englischen Publikation aus dem Jahr 2015

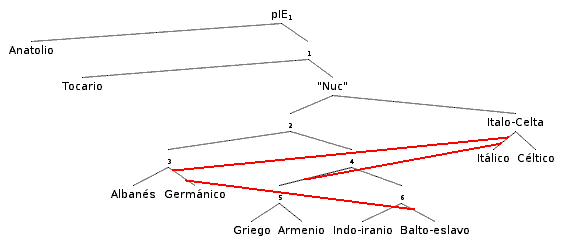
Ein anderer Stammbaum der indogermanischen Sprachzweige (spanisch). Italo-Keltisch (rechts) ist hier nur drei Verzweigungen von der Ursprache entfernt, anders als in der oberen Grafik. Relevante Sprachkontakte sind als schräge rote Linien mit eingezeichnet.

Die Stammbaumtheorie in der Linguistik wurde von August Schleicher entwickelt, der im Jahr 1861 einen Stammbaum der indogermanischen Sprachzweige veröffentlichte. Schleicher ging davon aus, dass verwandte Sprachen analog zu Arten in der Biologie immer eine gemeinsame Vorgängersprache haben und dass eine Gruppe verwandter Sprachen von derselben Ursprache (Protosprache) abstammt. Er folgerte daraus, dass sich die Abstammung aus der Ursprache in einem Stammbaum darstellen lässt.

## Theorie und Anwendung
Die vergleichende Sprachwissenschaft versucht aus den Gemeinsamkeiten und den Unterschieden zwischen den indogermanischen Sprachen Rückschlüsse auf die indogermanische Ursprache zu ziehen. Tatsächlich gelang es bereits im 19. Jahrhundert, wesentliche Teile dieser Ursprache zu  rekonstruieren. In diesem Zusammenhang entwickelte August Schleicher ein Stammbaummodell der indogermanischen Sprachzweige.
Schleicher nahm an, dass mehrere hierarchische Verzweigungen aus der indogermanischen Ursprache anzusetzen sind, bevor man beispielsweise zur Verzweigung in „eranisch“ (= iranische Sprachen) und „indisch“ (= indoarische Sprachen) gelangt. Dies wird auch in einigen neueren Modellen so gesehen (vgl. die nebenstehenden Grafiken). Die Zahl der hierarchischen Aufspaltungen ist jedoch bis heute unklar. Zweige wie Germanisch, Italisch, Keltisch oder Indoiranisch werden heute, anders als bei Schleicher, zumeist als Primärzweige des Indogermanischen behandelt.
Das Konzept des Stammbaums setzt im Prinzip voraus, dass die abgespaltenen Sprachen getrennt bleiben. Deshalb kann die Stammbaumtheorie am ehesten auf frühe Sprachen angewendet werden, die zu einer Zeit gesprochen wurden, als es noch wenig Mobilität und wenig Sprachkontakt gab. Mit dieser Einschränkung dienen Stammbäume bis heute dazu, die Abstammungsverhältnisse von Sprachen augenfällig darzustellen.
Je mehr Sprachkontakte es gibt, desto mehr Austausch, Vermischung und gegenseitige Beeinflussung findet zwischen den beteiligten Sprachen statt. Aus diesem Grund ist die Stammbaumtheorie beispielsweise kein brauchbares Konzept für die Sprachgeographie, die sich mit heute gesprochenen Dialekten beschäftigt.
Relevante Sprachkontakte gab es jedoch auch schon vor Jahrtausenden zwischen den alten indogermanischen Sprachzweigen. Darauf deuten auffällige Gemeinsamkeiten etwa zwischen dem Griechischen und den italischen Sprachen oder zwischen den italischen und den keltischen Sprachen hin. Johannes Schmidt führte diese Gemeinsamkeiten auf Sprachkontakte zurück, die in der Stammbaumtheorie nicht vorgesehen sind. In der Folge entwickelte Schmidt die Wellentheorie.
Divergenz durch Aufspaltung und eine gewisse Konvergenz durch Sprachkontakte sind gegenläufige Phänomene, sie schließen einander aber nicht aus. So kann man in einen Stammbaum ergänzende Linien einzeichnen, die relevante Sprachkontakte repräsentieren (siehe dritte Grafik rechts). Entsprechend kann die Wellentheorie als notwendige Ergänzung der Stammbaumtheorie aufgefasst werden. Die Erkenntnisse der Junggrammatiker zum Lautwandel ermöglichten es schließlich, die schlichten Modelle der Stammbaumtheorie und der Wellentheorie durch differenziertere Konzepte zu ersetzen.

## Stammbaumähnliche Darstellungen

Stammbaumähnliches Diagramm der indogermanischen Sprachen. Hier werden neun Protosprachen als indogermanische Primärzweige dargestellt.

Man muss unterscheiden zwischen Stammbaumdarstellungen im Sinne von Schleichers Theorie und hierarchischen baumartigen Gliederungen, die nichts mit Schleichers Theorie zu tun haben. So werden zum Beispiel die deutschen Großdialekte häufig in Niederdeutsch und Hochdeutsch eingeteilt, letzteres wiederum in Mitteldeutsch und Oberdeutsch. Dabei geht es nicht um Abstammung und Sprachteilung, sondern um die Anwesenheit oder Abwesenheit von bestimmten Dialektmerkmalen, wie zum Beispiel die Anwesenheit von Spuren der zweiten Lautverschiebung.
Das nebenstehende Diagramm der indogermanischen Sprachen sieht aus wie ein Stammbaum, es entspricht jedoch nur teilweise dem Prinzip eines Stammbaums im Sinne der Stammbaumtheorie. So zeigt es an vielen Stellen nicht die typischen Verzweigungen in jeweils zwei Abkömmlinge. Es listet teilweise wesentlich mehr Abkömmlinge gleichrangig nebeneinander oder blockweise untereinander auf. Bei den Abzweigungen von der Mitte nach links und rechts richtet sich die Reihenfolge nicht nach dem Zeitpunkt der Abspaltungen, wie es bei einem genetischen Stammbaum zu erwarten wäre, sondern nach dem Alter des jeweils frühesten Sprachzeugnisses. Beispielsweise werden deshalb die hellenischen Sprachen und Armenisch in dem Diagramm als zweite Abzweigung und sechste Abzweigung dargestellt, obwohl sie genetisch gesehen eher als Produkte einer einzelnen Verzweigung darzustellen wären (siehe Balkanindogermanisch).

## Belege
1. ↑  August Schleicher: Compendium der vergleichenden Grammatik der indogermanischen Sprachen, Band 1, Weimar 1861, S. 7.
2. ↑  Will Chang, Cathcart Chundra et al.: Ancestry-constrained phylogenetic analysis supports the Indo-European steppe hypothesis. In: Language 2015; 91 (1), S. 194–244 (online).
3. ↑  Vgl. Tandy Warnow et al.: Stochastic models of language evolution and an application to the Indo-European family of languages. University of California, Berkeley, 2004, S. 20, Abbildung 4.
4. ↑  Reiner Hildebrandt: Der Beitrag der Sprachgeographie zur Sprachgeschichtsforschung. In: Werner Besch, Oskar Reichmann, Stefan Sonderegger (Hrsg.): Sprachgeschichte (= Handbücher zur Sprach- und Kommunikationswissenschaft, Band 2.1), Verlag Walter de Gruyter, Berlin und New York 1984, ISBN 3-11-007396-X, S. 347–372 (= Artikel 24).
5. ↑  Adolf Bach: Geschichte der deutschen Sprache. 9. Auflage, Wiesbaden o. J. (ca. 1970).
6. ↑  Wolfgang Putschke: Die Arbeiten der Junggrammatiker und ihr Beitrag zur Sprachgeschichtsforschung. In: Werner Besch, Oskar Reichmann, Stefan Sonderegger (Hrsg.): Sprachgeschichte (= Handbücher zur Sprach- und Kommunikationswissenschaft, Band 2.1), Walter de Gruyter, Berlin und New York 1984, ISBN 3-11-007396-X, S. 331–347 (= Artikel 23).
7. ↑  Wolfgang Putschke: Dialektologie. In: Heinz Ludwig Arnold und Volker Sinemus (Hrsg.): Grundzüge der Literatur- und Sprachwissenschaft, Band 2: Sprachwissenschaft. dtv, München 1974, ISBN 3-423-04227-3, S. 328–369.